# Termitomyces titanicus
Espèce
Termitomyces titanicus est une espèce de champignons de la famille des Lyophyllaceae. 

## Description et caractéristiques
C'est l'un des plus grands sporophores connus, dont l'hyménophore atteint le mètre de diamètre. 
Ces champignons poussent en Afrique de l'Ouest, en symbiose avec les termites, qui les cultivent sur leurs pelotes de déjections et forment des « fungus comb », pour les consommer ensuite,.
Cette espèce a été décrite pour la première fois en 1980 par David Norman Pegler (né en 1938) et Graham D. Piearce (fl. 1980).

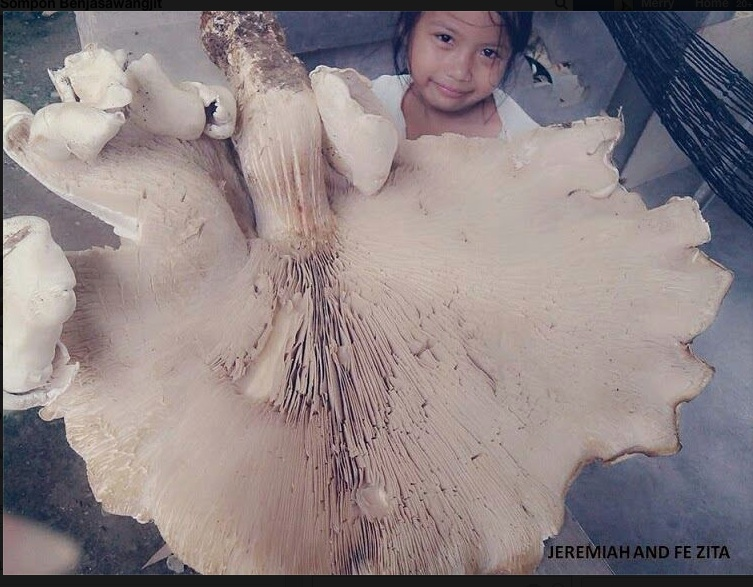
Termitomyces titanicus est le plus grand champignon comestible connu.